# Шешонк III
Шешонк III — давньоєгипетський фараон з XXII (Лівійської) династії.

## Життєпис
Про його правління відомо небагато. За часів царювання Шешонка III Єгипет втратив свою політичну єдність. Починаючи з восьмого року його правління фараони XXII династії керували тільки Нижнім Єгиптом зі столицею у Мемфісі. У Фівах фараоном себе проголосив Петубастіс I, який заснував XXIII династію, що правила паралельно з XXII.
Шешонка III було поховано у королівській гробниці NRT V у Танісі, але її ще у давнину було розграбовано.